# Lista de regiões da Suíça por IDH

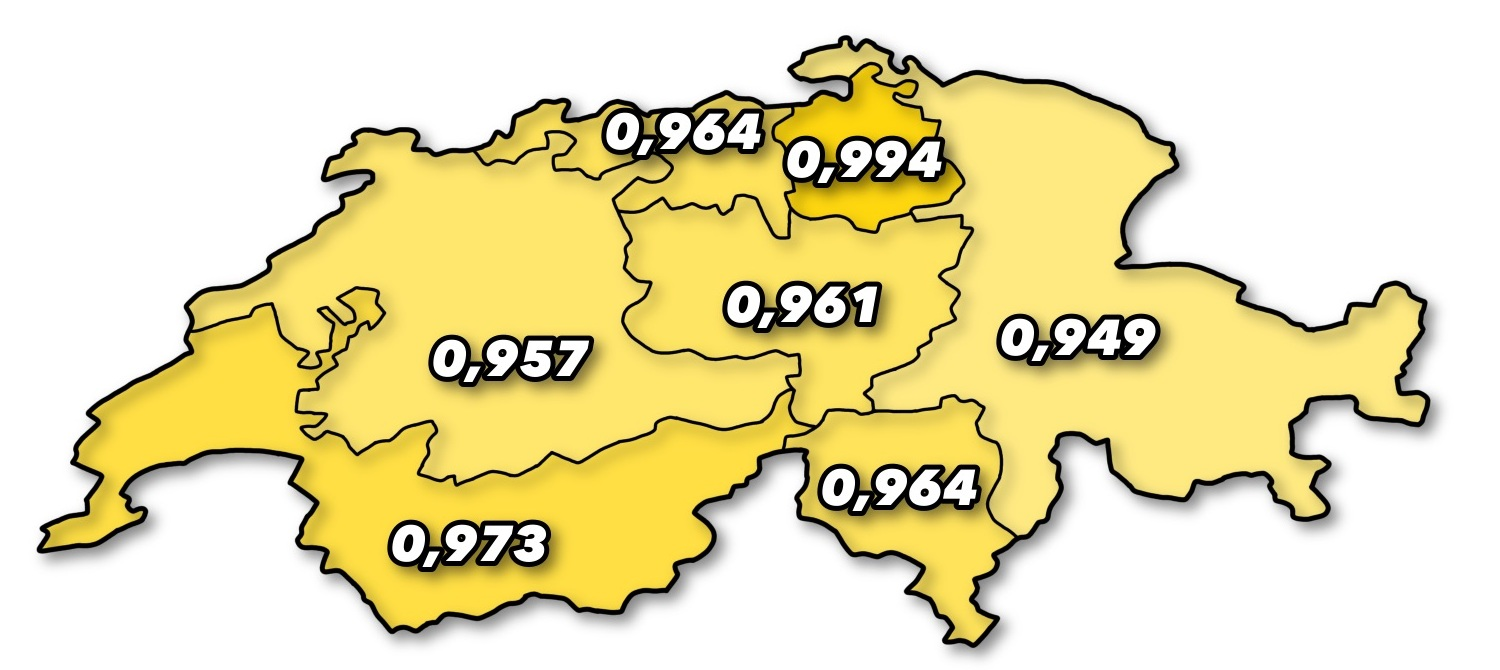
IDH na Suíça

Mapa do IDH nas regiões da Suíça em 2018.
Legenda:
> 0,950
0,950 – 0,945
0,945 – 0,935
0,935 – 0,925
< 0,925

Esta é uma lista das regiões da Suíça por Índice de Desenvolvimento Humano.
| Desenvolvimento Humano Muito Alto | Desenvolvimento Humano Muito Alto | Desenvolvimento Humano Muito Alto | Desenvolvimento Humano Muito Alto |
| Rank                              | Province                          | IDH (2017)                        | País comparável                   |
| --------------------------------- | --------------------------------- | --------------------------------- | --------------------------------- |
| 1                                 | Zurique                           | 0.976                             | Noruega                           |
| 2                                 | Região Lemánica                   | 0.947                             | Austrália                         |
|                                   | Suíça (média)                     | 0.944                             | Austrália                         |
| 3                                 | Ticino                            | 0.942                             | Austrália                         |
| 4                                 | Noroeste da Suíça                 | 0.938                             | Alemanha                          |
| 5                                 | Espace Mittelland                 | 0.933                             | Alemanha                          |
| 5                                 | Suíça Central                     | 0.936                             | Alemanha                          |
| 7                                 | Suíça Oriental                    | 0.922                             | Hong Kong                         |